# 프란켓견장과일박쥐
프란켓견장과일박쥐(Epomops franqueti)는 큰박쥐과에 속하는 박쥐의 일종이다. 견장박쥐류에 속하는 3종의 박쥐 중 하나이다. 사하라 이남 아프리카 숲부터 적도의 열대 기후 지역까지 다양한 서식지에 분포한다.

## 분포 및 서식지
코트디부아르부터 남수단 그리고 남쪽으로 앙골라와 잠비아에 이르는 지역에 분포한다. 특히 앙골라와 베넹, 카메룬, 중앙아프리카공화국, 콩고공화국, 콩고민주공화국, 코트디부아르, 가나, 나이지리아, 르완다, 남수단, 탄자니아, 토고, 우간다에서 발견되며, 잠비아에서도 사는 것으로 추정된다. 적도기니로부터의 보고는 잘못된 것으로 보인다. 자연 서식지는 아열대 또는 열대 건조림과 습윤 저지대 숲, 홍수림, 늪지 그리고 건조 사바나 지역이다.